# Temporada 1999-2000 de los Dallas Mavericks
La temporada 1999-2000 fue la vigésima de los Dallas Mavericks en la NBA. La temporada regular acabó con 40 victorias y 42 derrotas, ocupando el noveno puesto de la conferencia Oeste, no logrando clasificarse para los playoffs.

## Elecciones en elDraft
| Ronda | Puesto | Jugador        | Posición | Nacionalidad | Universidad |
| ----- | ------ | -------------- | -------- | ------------ | ----------- |
| 2     | 36     | Wang Zhizhi    | Pívot    | China        |             |
| 2     | 40     | Gordan Giriček | Escolta  | Croacia      |             |

## Temporada regular
| División Medio Oeste     | División Medio Oeste | División Medio Oeste | División Medio Oeste | División Medio Oeste | División Medio Oeste | División Medio Oeste | División Medio Oeste | División Medio Oeste |
| Equipo                   | G                    | P                    | %                    | PD                   | Casa                 | Fuera                | Div                  |                      |
| ------------------------ | -------------------- | -------------------- | -------------------- | -------------------- | -------------------- | -------------------- | -------------------- | -------------------- |
| y-Utah Jazz              | 55                   | 27                   | .671                 | –                    | 31–10                | 24–17                | 14–10                |                      |
| x-San Antonio Spurs      | 53                   | 29                   | .646                 | 2                    | 31–10                | 22–19                | 16–8                 |                      |
| x-Minnesota Timberwolves | 50                   | 32                   | .610                 | 5                    | 26–15                | 24–17                | 18–6                 |                      |
| Dallas Mavericks         | 40                   | 42                   | .488                 | 15                   | 22–19                | 18–23                | 12–12                |                      |
| Denver Nuggets           | 35                   | 47                   | .427                 | 20                   | 25–16                | 10–31                | 10–14                |                      |
| Houston Rockets          | 34                   | 48                   | .415                 | 21                   | 22–19                | 12–29                | 8–16                 |                      |
| Vancouver Grizzlies      | 22                   | 60                   | .268                 | 33                   | 12–29                | 10–31                | 6–18                 |                      |

## Estadísticas

### Temporada regular
| Jugador          | POS | PJ | PT | MJ    | REB | AST | ROB | TAP | PTS   | MPP  | RPP  | APP | ROP | TPP | PPP  |
| ---------------- | --- | -- | -- | ----- | --- | --- | --- | --- | ----- | ---- | ---- | --- | --- | --- | ---- |
| Michael Finley   | SF  | 82 | 82 | 3,464 | 518 | 438 | 109 | 32  | 1,855 | 42.2 | 6.3  | 5.3 | 1.3 | .4  | 22.6 |
| Dirk Nowitzki    | PF  | 82 | 81 | 2,938 | 532 | 203 | 63  | 68  | 1,435 | 35.8 | 6.5  | 2.5 | .8  | .8  | 17.5 |
| Hubert Davis     | PG  | 79 | 15 | 1,817 | 134 | 141 | 24  | 3   | 583   | 23.0 | 1.7  | 1.8 | .3  | .0  | 7.4  |
| Shawn Bradley    | C   | 77 | 54 | 1,901 | 497 | 60  | 71  | 190 | 647   | 24.7 | 6.5  | .8  | .9  | 2.5 | 8.4  |
| Sean Rooks       | C   | 71 | 13 | 1,001 | 248 | 68  | 29  | 52  | 309   | 14.1 | 3.5  | 1.0 | .4  | .7  | 4.4  |
| Cedric Ceballos  | SF  | 69 | 25 | 2,064 | 462 | 90  | 56  | 24  | 1,147 | 29.9 | 6.7  | 1.3 | .8  | .3  | 16.6 |
| Erick Strickland | SG  | 68 | 67 | 2,025 | 323 | 211 | 105 | 13  | 867   | 29.8 | 4.8  | 3.1 | 1.5 | .2  | 12.8 |
| Steve Nash       | PG  | 56 | 27 | 1,532 | 121 | 272 | 37  | 3   | 481   | 27.4 | 2.2  | 4.9 | .7  | .1  | 8.6  |
| Greg Buckner     | SG  | 48 | 1  | 923   | 174 | 55  | 38  | 20  | 275   | 19.2 | 3.6  | 1.1 | .8  | .4  | 5.7  |
| Damon Jones†     | PG  | 42 | 0  | 416   | 39  | 57  | 12  | 1   | 165   | 9.9  | .9   | 1.4 | .3  | .0  | 3.9  |
| Robert Pack      | PG  | 29 | 22 | 665   | 42  | 168 | 31  | 3   | 259   | 22.9 | 1.4  | 5.8 | 1.1 | .1  | 8.9  |
| Rick Hughes      | PF  | 21 | 0  | 224   | 49  | 9   | 3   | 1   | 82    | 10.7 | 2.3  | .4  | .1  | .0  | 3.9  |
| Bruno Šundov     | C   | 14 | 0  | 61    | 12  | 2   | 2   | 2   | 26    | 4.4  | .9   | .1  | .1  | .1  | 1.9  |
| Dennis Rodman    | PF  | 12 | 12 | 389   | 171 | 14  | 2   | 1   | 34    | 32.4 | 14.3 | 1.2 | .2  | .1  | 2.8  |
| Gary Trent       | SF  | 11 | 11 | 301   | 52  | 22  | 8   | 3   | 151   | 27.4 | 4.7  | 2.0 | .7  | .3  | 13.7 |
| Rodrick Rhodes   | SF  | 1  | 0  | 8     | 1   | 0   | 2   | 0   | 0     | 8.0  | 1.0  | .0  | 2.0 | .0  | .0   |
| Randell Jackson  | PF  | 1  | 0  | 1     | 0   | 0   | 0   | 0   | 0     | 1.0  | .0   | .0  | .0  | .0  | .0   |

- † Indica que el jugador jugó además en otro equipo durante la temporada. Las estadísticas reflejan únicamente el tiempo con los Mavericks.

## Galardones y récords
| Jugador        | Galardón |
| Michael Finley | All-Star |